# Миттеран, Жак
Жак Миттеран (фр. Jacques Mitterrand; 10 июня 1908, Бурж — 5 июня 1991, XIII округ Парижа) — французский политик, великий мастер Великого востока Франции. Младший сын Жан-Жака Миттерана, досточтимого мастера ложи «Борьба» (Combats) ВВФ.

## Биография
Родился 10 июня 1908 года в семье убеждённых республиканцев. Жак Миттеран учился в лицее Людовика Великого в Париже. Студентом, он агитировал за Лигу действий университета республиканцев и социалистов Пьера Мендеса Франса. В 1931 году он вступил в ФСРИ.
Был инициирован 20 июня 1933 года в Париже в масонскую ложу Великого востока Франции — «Справедливость» («La Justice»). Миттеран перешёл в Радикальную партию, в которой он стал секретарем от федерации Сена в 1938 году.
Активный участник антифашистского сопротивления Франции. Он участвовал в выпуске подпольной газеты Le Jacobin (Якобинец)ю
После освобождения он работал гражданским администратором в государственном Казначействе. Вскоре он присоединился к ВКТ, где он быстро получает важную должность.
Через некоторое время он покидает Радикальную партию и основывает Прогрессивный союз, где он становится секретарем. В 1947 году он был избран советником Французского союза и занимал эту должность до 1958 года. В промежутках, между 1953 и 1956 годами, он занимает должность досточтимого мастера ложи «Справедливость», до своего избрания в Совет ордена Великого востока Франции в 1957 году.
Миттеран безуспешно принимал участие в парламентских выборах 1958 года. Во время Пятой республики он отказался от своей политической карьеры, продолжая своё восхождение в ВВФ. Так он стал великим мастером послушания в 1962 году, и занимал эту должность до 1964 года, после чего занимал её вновь с 1969 по 1971 год.

## Награды
- Офицер ордена Почётного легиона (Officier de la Légion d’honneur)
- Военный крест 1939—1945 (Croix de guerre 1939—1945)
- Медаль Сопротивления (Médaille de la Résistance)
- Офицер ордена Британской империи (Officier de l’Ordre de l’Empire britannique)